# Mercedes Pardo (Schauspielerin)

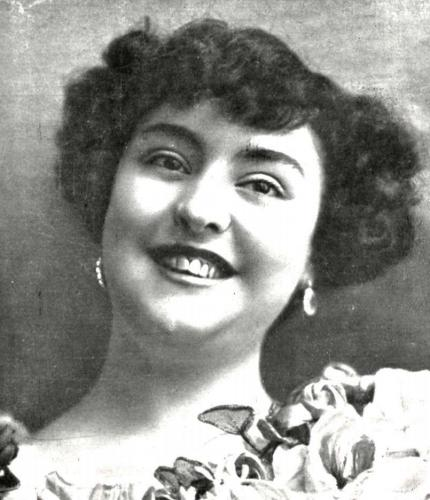
Mercedes Pardo

Mercedes Rodríguez Pardo (geboren am 28. Dezember 1888 in Spanien; gestorben am 16. November 1943 in Estella, Navarra) war eine spanische Theaterschauspielerin.

## Leben

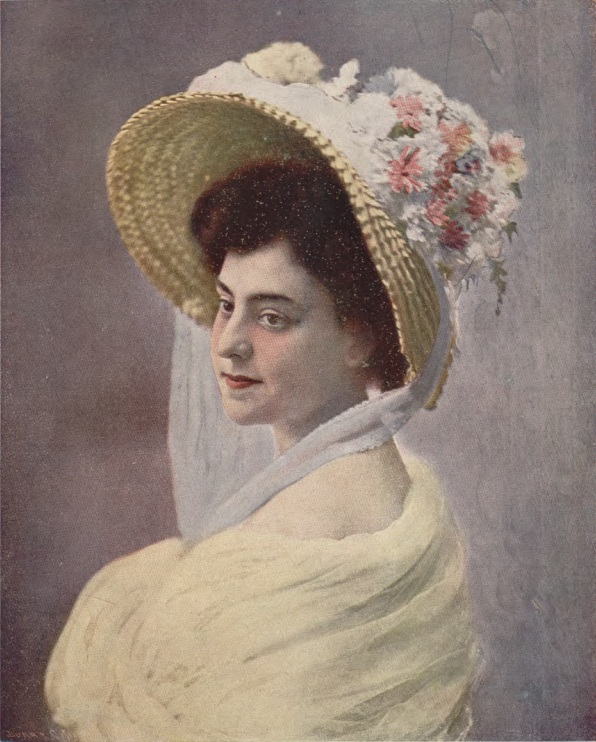
Porträt gemalt von Christian Franzen

Pardo war seit 1905 Mitglied des Ensembles des Lara-Theaters (spanisch Teatro Lara), wo sie gemeinsam mit Lola Bremón, Ricardo Puga (1886–1939) und Celia Ortiz ihre ersten Erfolge feierte. Christian Franzen fertigte ein Foto eines Porträtgemäldes, das am 1. Juni 1908 in der Zeitschrift El Arte del teatro. abgedruckt wurde. Am 26. Oktober 1909 rühmte die Zeitschrift Se Dice… ihren Einfallsreichtum, mit dem sie die Rollen auf der Bühne zum Leben erwecke, und das künstlerische Temperament, das sie in so hohem Maße besitze, sowie ihre Schönheit und ihr sympathisches Auftreten. Ihr Porträtbild war das Titelbild dieser Ausgabe.

«La ingenuidad con que en escena da vida á los papeles, el temperamento artístico que en tan alto grado posee, unido á su hermosura y simpatía, hacen de Mercedes Pardo, la niña encantadora de Lara, que tan cari ñosos y justísimos aplausos conquista»

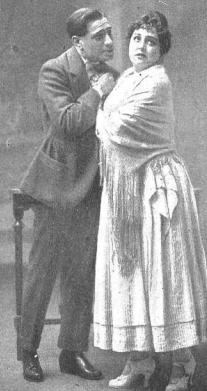
Mercedes Pardo mit José Garcia Aguilar

Sie spielte unter anderem in folgenden Stücken mit:
- Los intereses creados (1907)
- La fuerza bruta (1908)
- Por las nubes (1909)
- La losa de los sueños (1911, Hermanos Álvarez Quintero)
- Puebla de las Mujeres (1912, Hermanos Álvarez Quintero)
- La consulesa als „Virginia“ (1914, Hermanos Álvarez Quintero)[4]
- La ciudad alegre y confiada (1916, Jacinto Benavente)
- Así se escribe la historia (1917)
- Infanta Isabel (1917/1918)
- La familia de la Sole o el casado casa quiere (Antonio Casero)

Nach ihren letzten Auftritten in den 1920er Jahren zog sie sich von der Bühne zurück. Pardo heiratete Ende März 1918 in der Kirche San José (spanisch Iglesia de San José) in Madrid Manuel Berriatúa. Zur kirchlichen Trauung waren zahlreiche angesehene Personen, Schriftsteller und Theaterkünstler zugegen.
Die spanischen Dichter Serafín Álvarez Quintero (1871–1938) und Joaquín Álvarez Quintero (1873–1944) schrieben eigens für Mercedes Pardo eine kleine Komödie mit dem Titel spanisch ¿A quién me recuerda usted? ‚An wen erinnerst du mich?‘, die, mit ihr in der Hauptrolle, am 29. April 1916 im Teatro Lara uraufgeführt wurde. Der spanische Fotograf Diego Calvache Gómez de Mercado (1882–1919) lichtete sie auf mehreren Bildern ab, unter anderem für die Zeitschrift Nuevo Mundo.